# Хилковы
Хилко́вы  — немногочисленный княжеский род (Рюриковичи), ведущий своё начало через князей Ряполовских от удельных князей Стародубских.
Род занесён в Бархатную книгу. При подаче документов (26 марта 1682) для внесения рода в Бархатную книгу, была предоставлена родословная роспись князей Хилковых.
Род внесён в V часть родословных книг: Калужской, Московской, Тверской и Тульской губерний.

## Происхождение и история рода
У праправнука князя Стародубского Ивана Всеволодовича, князя Ивана Андреевича Ряполовского по прозванию Ногавица (XV-колено, родоначальник князей Татевых и Ряполовских), принявшего своё название от владения Ряполовской волостью, был правнук князь Иван Фёдорович Хилок, от коего пошли князья Хилковы. Неизвестно почему, князья Ряполовские в XVI веке переменили свою фамилию и стали писаться: старшая ветвь - князьями Хилковыми, а младшая ветвь - князьями Татевыми. Потомки князя Дмитрия Ивановича Хилкова, боярина (1564), писались уже не князьями Ряполовскими, а князьями Хилковыми.
В допетровское время князья Хилковы, по свидетельству Котошихина, занимали более высокое положение в местнической системе, чем другие князья стародубского клана. Почти все представители рода, достигшие зрелого возраста, заседали в Боярской думе, многие в отсутствие царя «Москву ведали».
После отмены местничества Хилковы утеряли былое значение и превратились в XVIII веке в заурядных помещиков. В начале XIX века были приближены ко двору вдовствующей императрицы Марии Фёдоровны.
В советское время получило распространение произнесение фамилии с ударением на первый слог. Оно ошибочно, поскольку в прозвище родоначальника ударение падало на последнюю гласную. В семье князей Хилковых фамилия всегда произносилась с ударением на второй слог.
Герб совпадает с гербом родственных им князей Гагариных. Принадлежность Хилковых к Мономашичам подтверждена в рамках проводимого научного исследования Рюриковичей методами генетической генеалогии с применением ДНК-тестирования.

## Бояре Хилковы
Внук князя Семёна Ивановича Хрипуна-Ряполовского, князь Иван Федорович (в XVIII-м колене от Рюрика), назывался вследствие хилого здоровья Хилком, отчего потомки его и стали писаться князьями Хилковыми, он был послан «Литву воевать» (1511), состоял первым воеводой в Серпухове (1535).
- Сын его боярин Дмитрий Иванович первым ударил в городские ворота при взятии Казани. Этот первый князь Хилков был казнён Иваном Грозным (1564).
  - Князь Андрей Дмитриевич Хилков (уп. 1602), воевода в Рязани, Орешке, Новосиле
    - Фёдор Андреевич Молодой (ум. 1657), боярин, воевода в Путивле и в Новгороде (во время городского восстания); вёл переговоры с Богданом Хмельницким о включении Украины в состав Русского государства
    - Иван Андреевич Меньшой (уп. 1671), боярин и воевода (в Пскове, Юрьеве, Полоцке, Тобольске, Архангельске), первый судья Московского судного приказа, герой обороны Юрьева от шведов

  - Князь Василий Дмитриевич Хилков (ум. 1602), старший брат Андрея Дмитриевича, боярин и воевода
    - Андрей Васильевич (ум. 1644), боярин и воевода, приближённый к царю Михаилу Фёдоровичу; наместник в Чернигове и Казани, первый воевода в Новгороде
    - Иван Васильевич (1571—1655), боярин, заведовавший при Михаиле Фёдоровиче приёмами иностранных послов
      - Василий Иванович (1614-77), боярин и воевода, царский наместник в Тобольске
        - Яков Васильевич (ум. 1691), окольничий, родоначальник Хилковых последующего времени (см. следующий раздел)

## Хилковы XVIII века
Князь Яков Васильевич Хилков (ум. 1691), окольничий, сын князя Василия Ивановича (см. выше); женат на Анне Илларионовне Лопухиной
- Юрий Яковлевич (1661—1729), генерал-майор, новгородский губернатор; женат на кнж. Домне Васильевне Касимовской
  - Прасковья Юрьевна (1682—1730), жена князя Алексея Григорьевича Долгорукова, мать знаменитого в русской истории семейства Долгоруких
- Андрей Яковлевич (1676—1718), петровский резидент при дворе Карла XII, умер в шведском плену; женат на Марии Васильевне Еропкиной
  - Мария Андреевна, жена князя Алексея Дмитриевича Голицына
- Михаил Яковлевич, стольник; женат на Марии Петровне Матюшкиной, троюродной сестре Петра I.
  - Пётр Васильевич, внук предыдущего; женат на Прасковье Григорьевне Полонской
    - Михаил Петрович (1748-1834), полковник; женат на кнж. Елизавете Петровне Голицыной
      - Анна, жена князя С. Г. Щербатова, 2 брак с графом А.Н. Толстым
      - Елена, жена М. В. Васильчикова

  - Яков Васильевич, брат Петра Васильевича; женат на Елизавете Никитичне Зотовой
    - Михаил Яковлевич (1755-86), полковник, предводитель тарусского дворянства, владелец усадьбы Ильинское; женат на грф. Ирине Васильевне Толстой
    - Александр Яковлевич (1755—1819), подполковник, продолжатель рода Хилковых (см. следующий раздел)

## Хилковы новейшего времени
Князь Александр Яковлевич Хилков (1755—1819), директор Московского банка; был дважды женат — на Екатерине Сергеевне Кологривовой и Феодосии Ивановне Местмахер; их дети были приближены ко двору вдовствующей императрицы Марии Фёдоровны.
- Степан Александрович (1786—1854), участник многочисленных военных кампаний, генерал-лейтенантКнязь М. И. Хилков на заседании Государственного совета.
- Мария Александровна (1788—1815), жена грузинского царевича Мириана Ираклиевича (брат Георгия XII).
- Дмитрий Александрович (1789—186.), отставной полковник, секретарь императрицы Марии Фёдоровны; женат на кнж. Елизавете Григорьевне Волконской.
  - Ольга Дмитриевна (1839—1918), жена дипломата А. И. Нелидова.
  - Григорий Дмитриевич (1835—1885), церемониймейстер, крупный коннозаводчик; женат на кнж. Анне Оболенской, дочери М. А. Оболенского.
    - Дмитрий Александрович (1857—1914), племянник предыдущего, сторонник духоборчества, основатель толстовской колонии в графстве Эссекс; женат без церковного брака на Цецилии Винер[8]
      - Алексей Александрович Хилков (род. в 1926 году в Лионе), внук предыдущего, по приглашению Максима Горького вернулся в 1934 году с родителями в Ленинград. Во время блокады был вывезен в Сибирь. Проживает с супругой в городе Мытищи[9].
        - Борис Михайлович Хилков (1943—2013), двоюродный племянник предыдущего, соавтор книги «История рода князей Хилковых» (Екатеринбург, 2008).
- Вера Александровна (1797—1843), жена князя А. П. Хованского.
- Прасковья Александровна (1802—1843), фрейлина Марии Фёдоровны, фаворитка её сына Михаила Павловича, жена графа А. И. Гендрикова.
- Иван Александрович (1803—1890), коллежский советник, помещик Тверской губернии, владелец имения Синева Дубровка; женат на Евдокии Михайловне Луниной.
  - Михаил Иванович (1834—1909), министр путей сообщения Российской империи (1895-1905); женат на Анне Николаевне Неведомской;
- Любовь Александровна (1811—1859), фрейлина двора, фаворитка Николая I, жена С. Д. Безобразова.